# س
‎（阿拉伯语：‎）是阿拉伯字母中的第12個字母，屬於太陽字母。

## 概要

### 字源
源於腓尼基字母𐤔，與希伯來字母「ש」、希臘字母的「Σ」、拉丁字母的「S」和西里爾字母的「Ш」同源。與「ش」的差別僅在點的有無。

### 讀音
在現代標準阿拉伯語中發音為清齒齦擦音/s/。
該發音對應原始閃語中的/s/與/ʃ/，而/ʃ/也是從原始閃語到阿拉伯語的音系變化中唯一一個合併到其他發音的音素。例如：
- 原始閃語 šalām → 希伯來語 שָׁלוֹם /ʃʌ'lom/ ↔︎ 阿拉伯語 سلام /sa'laːm/

### 字體變化
依據字母在詞語位置的不同，其書寫形式也會有所變化：
| 在词语中的位置：        | 独立 | 尾部 | 中部 | 首部 |
| ----------------------- | ---- | ---- | ---- | ---- |
| 誊抄体： （显示异常？） | س‎    | ـس‎   | ـسـ‎  | سـ‎   |
| 波斯体： （显示异常？） | س‬    | ـس‬   | ـسـ‬  | سـ‬   |